# 王振之
王振之（1928年—1991年），男，江苏江阴人，中国经济学家，曾任中国社会科学院研究生院教授、博士生导师。